# Парекополска епархия
Парекополската или Партекополската епархия (на латински: Dioecesis Paroecopolitanus) е бивша титулярна епископия на Римокатолическата църква. Епархията е подчинена на Солунската архиепископия. Като титулярна епископия е установена в 1933 година под името Paroecopolitanus. Епархията не е спомената в нито една Notitia Episcopatuum. Според Мишел льо Киен в античността са известни двама парекополски епископи - Йона, участник в Сердикийския събор в 343/344 и Йоан, участник на Халкидонския събор в 451 година.
Епископи
| Име  | Име     | Години                                   |
| ---- | ------- | ---------------------------------------- |
| Йона | Ιωνάς   | участник в Сердикийския събор 343/344 г. |
| Йоан | Ιωάννης | участник на Халкидонския събор в 451 г.  |

Титулярни епископи
| Име              | Име              | Управление              | Забележка | Години                      |
| ---------------- | ---------------- | ----------------------- | --------- | --------------------------- |
| Еверард Тер Лаак | Everard Ter Laak | 1 май 1914 – 5 май 1931 |           | 5 ноември 1868 – 5 май 1931 |